# 셀 셰이딩
셀 셰이디드 애니메이션(Cel-shaded animation) 또는 셀 셰이딩(Cel shading)이나 툰 셰이딩(Toon shading), 툰 렌더링(Toon rendering)은 비사실적으로 묘사하는 그래픽 기법 중 하나로 손으로 그린 듯한 효과를 준다. 만화를 모방하기 위해 자주 사용하는 기법이다. 최근에는 비디오 게임을 제작하는 데 많이 활용되고 있다.

## 같이 보기
- 2.5차원